# Andrėj Lichavicki
Andrėj Sjarheevič Lichavicki (in bielorusso Андрэй Сяргеевіч Ліхавіцкі?; Samara, 23 giugno 1986) è un ginnasta bielorusso.

## Biografia
Ha rappresentato la Bielorussia ai Giochi olimpici estivi di Rio de Janeiro 2016.
Ai Giochi europei di Minsk 2019 ha vinto la medaglia di bronzo nel cavallo con maniglie, preceduto sul podio dal russo David Beljavskij e dall'ucraino Oleh Vernjajev.

## Palmarès
- Giochi europei

Minsk 2019: bronzo nel cavallo con maniglie;